# Wanda Guyton
Wanda Marie Guyton (Tampa, 14 ottobre 1965) è un'ex cestista e allenatrice di pallacanestro statunitense, professionista nella WNBA.

## Carriera
È stata selezionato dalle Houston Comets come 5ª scelta al primo giro dell'Elite draft del Draft WNBA 1997.

## Palmarès
- Campionato WNBA: 1

Houston Comets: 1997